# Dovmont Pskovski
Dovmont, Davmant ali Domant (rusko Довмонт, romanizirano Dovmont, litovsko Daumantas) s krstnim imenom Timotej (rusko Тимофей, romanizirano Timofej)  je bil knez Nalšije in od leta 1266 do 1299 knez Pskovske republike, * ni znano,  † 20. maj 1299.
Med njegovim mandatom je Pskov postal dejansko neodvisen od Novgoroda. V pravoslavni Cerkvi ga častijo kot svetnika, njegov god pa praznujejo 20. maja.

## Knez Nalšije
Od neznano kdaj do leta 1265 je bil Dovmont knez Nalšije, severne province Velike litovske kneževine, in zaveznik kralja Mindaugasa. Mindaugasova in Dovmontova žena sta bili sestri. Dovmont se je kljub družinskim vezem odločil za zavezništvo z Mindaugasovim nečakom Treniotom, knezom Samogitije. Treniota je vztrajno krepil svojo moč v kneževni in poskušal sprožiti upor vseh baltskih prebivalcev proti tevtonskim vitezom in Livonskemu redu. 
Leta 1263 je Dovmont umoril Mindaugasa in dva njegova sinova. Domneva se, da je ravnal v soglasju s Treniotom. Posledično se je Velika litovska kneževina za nadaljnjih 120 let vrnila v poganstvo. Nekatere ruske kronike pravijo, da je bil Dovmontov motiv za umor utrjevanje lastne moči in maščevanje: po smrti kraljice Morte okoli leta 1262 je Mindaugas vzel Dovmontovo ženo za svojo. Ko je Mindaugas poslal veliko vojsko proti Brjansku, se je Dovmont udeležil pohoda, a se je nenadoma vrnil in ubil Mindaugasa in dva njegova sinova. 
Po Bihoveški kroniki, poznem in ne zelo zanesljivem viru, je Dovmont za nagrado prejel naziv utenskega kneza. 
Ko je  najstarejši Mindaugasov sin Vaišelga leta 1264 sklenil zavezništvo s Švarnom iz Galicije-Volinije, se je maščeval za očetovo smrt tako, da je ubil Trenioto. Dovmont in njegovi privrženci so pobegnili v Pskov. 

## Vladar Pskova
Po prihodu v Pskov se je krstil v pravoslavno vero, prevzel krščansko ime Timotej (rusko Timofej) in se poročil s hčerko Dmitrija Pereslavskega, sina Aleksandra Nevskega. Poveljeval je pskovskim vojskam v bojih proti Litovcem in jih premagal na bregu Zahodne Dvine, nato pa opustošil deželo vojvode Gerdenisa in ujel njegova dva sinova in ženo. Dovmontova drznost, prijaznost in vojaški uspehi so prepričali Pskovčane, da so ga izvolili za svojega kneza oziroma vojaškega voditelja. 
Dovmontove izvolitve Novgorodska republika ni nikoli odobrila, saj je tradicionalno nadzirala pskovske zadeve. Novgorodski knez Jaroslav je načrtoval Pskov kaznovati zaradi te odločitve in Dovmonta izgnati iz mesta. Novgorodci Jaroslavovega pohoda niso odobravali. Naslednje leto so se združili s Pskovčani in napadli Litvo. Poveljnik vojske je bil spet Dovmont, ki se je zmagoslavno vrnil v Pskov. 
Januarja 1268 se je pskovsko-novgorodsko zavezništvo utrdilo, ko sta republiki skupaj napadla Dansko Estonijo. Pskovčani pod Dovmontovim vodstvom so se združili z Novgorodci, ki jih je vodil Dmitrij, sin Aleksandra Nevskega. Vojski sta plenili po dansko-estonskem podeželju, dokler ju niso v bitki pri Rakvereju 18. februarja 1268 premagale združene sile vazalov danske krone, livonskih vitezov in lokalne estonske milice. Naslednje leto je Otto von Lutterberg, mojster Livonskega reda, povedel livonske sile na ozemlje Pskova, požgal grad Izborsk in oblegal Pskov. Dovmontu je po podpori Novgoroda uspelo z Livonci skleniti premirje.

## Kasnejša leta in zapuščina
Leta 1270 se je Jaroslav znova poskušal vmešavati v pskovske zadeve in Dovmonta zamenjati z marionetnim vladarjem. Pskovčani so se postavili na Dovmontovo stran in prisilili Jaroslava, da je opustil svoje načrte. Da bi okrepil svoj položaj, se je Dovmont poročil z Dmitrijevo hčerko Marijo. Leta 1282, ko je bil njegov tast izgnan iz Vladimirja v Koporje, se je Dovmont odpravil v Ladogo, Novgorodcem zasegel Dmitrijevo zakladnico in jo prepeljal v Koporje. Nato je njegovo ime za približno sedemnajst let izginilo iz vseh kronik. 
Leta 1299 je Livonski red nepričakovano napadel severozahodno Rusijo in oblegal Pskov. Dovmont jih je izgnal iz republike in nato nenadoma zbolel in umrl. Preživel ga je njegov domnevni sin David Grodnenski. Pokopan je bil v pskovski stolnici Svete Trojice, kjer so bili njegov meč in osebni predmeti razstavljeni vse do 20. stoletja. 
Po zapisih v Pskovskih letopisih meščani Pskova niso imeli nobenega vladarja raje kot prav Dovmonta. Še posebej so hvalili njegove vojaške spretnosti in modrost. Potem ko ga je Ruska pravoslavna cerkev kanonizirala, je postal zavetnik Pskova, enako kot Vsevolod Mstislavič. Utrdbe, ki jih je Dovmont postavil v središču Pskova, so postale znane kot Dovmontovo mesto. Leta 1574 je bila tam posvečena cerkev v spomin na blaženega kneza Dovmonta-Timofeja. 
V devetdesetih letih prejšnjega stoletja je ruski avtor Sergej Kalitin napisal roman Volčja ura o življenju Dovmonta in njegovem prehodu iz manjšega litovskega plemiča v pskovskega kneza.